# Walter Steinweg
Walter Steinweg (* 12. Oktober 1899 in Düsseldorf; † 1960 in Witten) war ein deutscher Schauspieler bei Bühne und Film.

## Leben und Wirken
Steinweg begann seine Bühnenlaufbahn gleich nach dem Ersten Weltkrieg und spielte zunächst an kleinen Theatern wie der Schwäbischen Volksbühne in Stuttgart. In späteren Jahren ist kaum noch ein Festspielengagement Steinwegs nachweisbar. Mit Anbruch der NS-Zeit begann Steinweg intensiv zu filmen. In über 50 Filmen in nur elf Jahren deckte Steinweg quasi die gesamte Rollenpalette winziger Chargen ab. Er spielte kleine Angestellte, Matrosen, Barmänner, Aktionäre, Schauspieler, Telegrafisten, Reporter, Soldaten, Sekretäre, Artisten und einen Bootsmann in dem Propagandafilm Titanic, eine seiner letzten Arbeiten. Nach 1945 ist Walter Steinweg weder beim Film noch als festangestelltes Ensemblemitglied an einem Theater nachweisbar.

## Filmografie
- 1933: Konjunkturritter
- 1933: So ein Flegel
- 1934: Heinz im Mond
- 1934: Abenteuer eines jungen Herrn in Polen
- 1934: Ein Kind, ein Hund, ein Vagabund
- 1935: Varieté
- 1935: Stützen der Gesellschaft
- 1935: Der Mann mit der Pranke
- 1936: Schlußakkord
- 1936: Inkognito
- 1936: Glückskinder
- 1936: Fridericus
- 1937: Der Mann, der Sherlock Holmes war
- 1937: Sieben Ohrfeigen
- 1937: Alarm in Peking
- 1937: Fremdenheim Filoda
- 1938: Verklungene Melodie
- 1938: Es leuchten die Sterne
- 1938: Die fromme Lüge
- 1938: Großalarm
- 1938: Eine Nacht im Mai
- 1939: Die Geliebte
- 1939: Hallo Janine
- 1939: In letzter Minute
- 1939: Die goldene Maske
- 1939: Sensationsprozeß Casilla
- 1940: Mädchen im Vorzimmer
- 1940: Achtung! Feind hört mit!
- 1940/42: Der große König
- 1941: … reitet für Deutschland
- 1941: Immer nur Du
- 1941: Sein Sohn
- 1941: Sechs Tage Heimaturlaub
- 1942: Fronttheater
- 1942: Die große Liebe
- 1942: Titanic
- 1942: Karneval der Liebe
- 1943: Großstadtmelodie
- 1943: Zirkus Renz
- 1944: Eine Frau für drei Tage
- 1944: Die Frau meiner Träume
- 1944: Das Hochzeitshotel